# 光・彩
株式会社光・彩（こうさい、英: Kohsai Co.,Ltd.）は、山梨県甲斐市に本社を置く貴金属の製造・販売を行う企業である。

## 沿革
- 1955年10月 - 深沢貴金属製作所創業。
- 1966年4月 - 光彩工芸に社名変更。
- 1967年4月 - 株式会社光彩工芸設立。
- 1990年6月 - 現在地に本社移転。
- 1995年10月 - 株式を店頭公開（現在のジャスダック）。
- 2017年8月 - 株式会社光・彩に商号変更。
- 2024年5月 - 名古屋証券取引所メイン市場に上場[3]。